# A doua șansă (serial)
A doua șansă (în franceză Seconde Chance) este o telenovelă franceză, produsă de TF1 și difuzată din 29 septembrie 2008 până pe 17 aprilie 2009. Are 180 episoade a câte 20-22 minute. Din 24 octombrie telenovela se difuzează și pe moldova1.